# Bank of America Tower (New York)
40°45′19″B 73°59′3″T / 40,75528°B 73,98417°T
Bank of America Tower tại One Bryant Park ở Thành phố New York là một dự án tòa nhà chọc trời giá trị 1 tỷ USD đang được xây ở phía tây của Sixth Avenue, giữa 42nd và 43rd Street, đối diện với Bryant Park ở Midtown Manhattan. Đơn vị thiết kế là Cook+Fox Architects. Tòa nhà này là một trong những tòa nhà thân thiện với môi trường và có hiệu quả cao nhất thế giới. Dự tính năm 2009 sẽ hoàn thành. Đây là toà nhà mà Bank of America Corporation sẽ sử dụng.
Tòa tháp đạt chiều cao tối đa vào ngày 15 tháng 12 năm 2007 khi phần nóc được đặt lên, hiện nó là tòa nhà cao thứ hai ở Thành phố New York và là tòa nhà cao thứ 3 tại Hoa Kỳ, cũng như tòa nhà cao thứ 48 thế giới đến thời điểm hiện nay với chiều cao 360 m, 54 tầng.
Nếu tính cả nóc tháp thì chiều cao là 366 m, cao thứ hai tại Thành phố New York, sau tòa nhà Empire State.